# Serhiy Kravchenko
Pour les articles homonymes, voir Kravtchenko.
Serhiy Kravchenko (en ukrainien : Сергій Сергійович Кравченко, Serhiï Serhiïovytch Kravtchenko) est un footballeur ukrainien, né le 24 avril 1983 à Donetsk. Il évolue au poste de milieu offensif.

## Palmarès
- Dynamo Kiev
  - Vainqueur du Championnat d'Ukraine en 2009.
  - Vainqueur de la Supercoupe d'Ukraine en 2009.

- FK Dnipro
  - Finaliste de la Ligue Europa en 2015.